# Coccophagus purpureus
Coccophagus purpureus är en stekelart som beskrevs av William Harris Ashmead 1886. Coccophagus purpureus ingår i släktet Coccophagus och familjen växtlussteklar. Inga underarter finns listade i Catalogue of Life.